# 第三青函丸
第三青函丸（だいさんせいかんまる）は、鉄道省青函航路の鉄道連絡船で、1936年（昭和11年）頃からの同航路の貨物輸送量急増に対応して建造された鉄道車両航送専用の車両渡船であった。その後も貨物輸送量の増加は続き、船型に改良を加えた準同型の第四青函丸も建造された。両船とも浦賀船渠で建造され、いずれも太平洋戦争末期の空襲で失われた。
ここでは第三青函丸、第四青函丸について記述する。青函丸の名称を持つ車両渡船の第3・4船であった。

## 車両渡船追加建造までの経緯
第一次世界大戦終結後の日本は、1920年（大正9年）の戦後恐慌に始まり、1923年（大正12年）の関東大震災、1927年（昭和2年）の金融恐慌と続く長い不況下にあって、青函航路の貨物輸送実績も1921年（大正10年）度から3年連続で減少していた。しかし1924年（大正13年）度以降は増加に転じ、 翔鳳丸型4隻が車両航送を開始した翌年度で、年度途中から第一青函丸も加わった1926年（大正15年・昭和元年）度は5隻6往復となり、貨物輸送量は上り下り合わせて65万4952トンと対前年比132％で、車両航送導入の威力を見せ付けた結果となった。
その後も1928年（昭和3年）10月の青森第2岸壁（1945年（昭和20年）頃より後は青森第1岸壁と呼ばれた最も南側の岸壁）使用開始を受け、5隻7往復となり、1929年（昭和4年）度には80万8441トンに達した。1930年（昭和5年）度には第二青函丸就航により6隻で9往復設定されたが、折からの世界恐慌のあおりを受け、不況は一層深刻化し、実質7往復のままで、同年度の貨物輸送量は前年割れの77万7569トンと、車両航送開始以降初めての減少を経験した。しかし1932年（昭和7年）度の74万9127トンを底に、翌1933年（昭和8年）度には景気回復で8往復に戻し、83万5676トンまで増加した。翌1934年（昭和9年）には9往復に増便されたが、貨物輸送量の増加は一進一退で、依然上記6隻で対応可能であった。
しかし1936年（昭和11年）度の貨物輸送量は対前年比115％の109万7134トンに達し、1937年（昭和12年）7月の日中戦争 勃発以降は、第一次世界大戦当時と同様、船腹不足による海運貨物の陸運転移も加わり、前年比120％前後で増加を続けた。当時のこの分野の陸運はほとんど鉄道であり、鉄道網の一部を構成する青函航路へも陸運転移の波は押し寄せた。このため1937年（昭和12年）の道内産農産物の本州方面への移出が集中する秋冬繁忙期ならびに、翌1938年（昭和13年）8月以降は6隻で最大10往復運航してこれに対応したが、これ以上の増便には船腹増強しかなく、鉄道省は1937年（昭和12年）9月、車両渡船建造を浦賀船渠へ発注、1938年（昭和13年）10月起工、1年の工期で1939年（昭和14年）10月竣工したのが第三青函丸であった。　
その後も、戦線の拡大とともに逼迫する船腹事情から陸運転移はますます顕著となり、1940年（昭和15年）度の貨物輸送量は7隻12往復で対前年度比111%の213万1500トンを記録し、これは4年前の1936年（昭和11年）度の194%に達していた。しかし翌1941年（昭和16年）度には航送能力以上の輸送需要と浮流機雷による欠航もあり、14万トンもの滞貨を積み上げ、輸送実績は213万6106トンと微増に留まった。一方平時は内航船舶で京浜工業地帯へ積み出される北海道産石炭も太平洋戦争開戦前の1941年（昭和16年）夏には、著しい船腹不足で、山元や積出港の貯炭場が満杯となる事態に直面していた。この船腹不足による商船造船需要で繁忙化した民間造船所へは、さらに海軍からの艦艇建造要請も入り、これが優先され、1939年（昭和14年）10月発注の第四青函丸は2年近く経過した1941年（昭和16年）8月ようやく起工に漕ぎ着けた。しかし1942年（昭和17年）2月からは海軍艦政本部の管理監督下におかれ、一時船体工事中断の憂き目に遭いながらも1年半以上を費やし、1943年（昭和18年）2月竣工した。なお、1943年（昭和18年）度の貨物輸送量は364万597トンにも達していた。

## 第三青函丸の船体構造
第三青函丸は、青森、函館の専用岸壁を従来船と共用する旅客扱いしない車両渡船ということで、船体の長さや幅、車両積載数は第二青函丸と大差はなかった。しかし、第二青函丸就航から8年を経ての建造で、その間の技術の進歩や、第一青函丸、第二青函丸での使用経験を採り入れた抜本的な改良が加えられていた。

### 船橋楼甲板全通による車両甲板被覆
第一青函丸、第二青函丸では車両甲板に屋根がなく、荒天時や降雪時の車両緊締作業の難渋や、波浪による車両の損傷がたびたび発生していた。このため第三青函丸では、第二青函丸で車両甲板を部分的かつ別々に覆っていた同じ高さの、船首楼甲板、船体中央部船橋楼の遊歩甲板、船尾楼の後部船橋甲板、を前後につなぎ、全通の“船橋楼甲板”とし、車両甲板のほぼ全体を覆う屋根とした。さらに車両甲板舷側も、車両甲板と船橋楼甲板の間を外板で覆い、“車両格納所”としての体裁を整え、船首楼と船橋楼の間には長さ約16m、船橋楼と船尾楼の間には長さ約29mにわたり、外舷外板に車両甲板面からの高さ3.5mを下縁とする縦1.3mの通風採光用の開口部を設け、冬期や荒天時には、これをキャンバス（帆布）で閉鎖する構造として積載車両の側面も被覆し、上記の問題を解決した。なお、この第三青函丸から戦後の1948年（昭和23年）建造の車両渡船までは、この車両甲板車両格納所屋根の全通甲板を“Bridge deck”または“船橋楼甲板”と呼んだが、1955年（昭和30年）建造の檜山丸（初代）からは“船楼甲板”とした。
この、船橋楼甲板は全面鋼板張りで、これにより船体縦強度は増し、第一青函丸、第二青函丸のような車両甲板下の鉄骨トラス構造による船体補強は不要となった。また第一青函丸、第二青函丸では低い車両甲板を上甲板とし、積載車両丸見えの、いかにも“貨車渡船”という外観から、高い位置に全通する船橋楼甲板を持つ第三青函丸は堂々たる大型船、という印象になった。しかし、これが風圧面積の増大と重心の上昇を招き、前者に対しては舵面積の増大で対応したが、この大きくなった舵を動かす大出力かつ車両甲板下の天井の低い操舵機室内に収まる操舵機が必要とされ、新型汽動式の浦賀式操舵機が考案されて採用された。

### 一般配置
船橋楼甲板中ほどには第二青函丸同様3層の甲板室があり、その1階には個室の機関部・事務部の高級船員居室、高級船員食堂とその厨房、事務室等が設けられた。甲板室の船尾側の船橋楼甲板は広く、下の車両格納所への採光用の天窓が8ヵ所設けられ、両舷には端艇2隻ずつ計4隻が懸架されていた。甲板室2階は第二青函丸では端艇を装備したため端艇甲板と称されたが、第三青函丸では遊歩甲板と称し、個室の甲板部高級船員居室が配置されたほか、第二青函丸では1層下にあった無線室もここに上がってきた。甲板室3階の航海船橋には第二青函丸と同様、両舷に張り出した操舵室が設けられたが、その平面形状は、前面を丸く張り出し、その下に続く甲板室前面の遊歩甲板遊歩廊、船橋楼甲板遊歩廊の各ブルワークも操舵室前面に揃えて同様に丸く、船橋楼甲板の遊歩廊はさらに両舷側の遊歩廊にもつながり、後部煙突基部まで続いて、これらが白く塗装され、前面の丸くなった甲板室が視覚的に強調された。また遊歩甲板前面遊歩廊中央部からその階段の左舷縁が船体中心線上に重なって船首側へ船橋楼甲板まで降りる階段が設置されていた。
船橋楼甲板船尾端中央部には、後部船橋が設けられた。青函連絡船では前進で入港し、岸壁直前で補助汽船の助けを借りて右回頭する着岸操船法が翔鳳丸型による車両航送開始時以来採られたため、港外で回頭後、後進で入港することを想定して装備された翔鳳丸型と第二青函丸の船首舵は有効に使用される機会がなく、本船以降の青函連絡船には船首舵は装備されなかった。このため、後部船橋内には上記5隻ではあった舵輪は設置されなかった。しかし車両積卸しを目視しながらヒーリング装置の遠隔操作を行う場所としては、後述の理由でその重要性を増していた。
第二青函丸では、船首楼2階の低船首楼甲板と呼ばれた部分は、第三青函丸では、車両甲板船首の中2階となり、“Partial Deck”あるいは“部分甲板”と呼ばれ、定員数名から十数名の2段寝台室の甲板部員居室、浴室、トイレが配置され、その下の車両甲板船首部には甲板部員用の食堂、機関部員用浴室、トイレが配置された。さらに車両甲板下の錨鎖庫後ろに隣接する第1船艙の第二甲板に、やはり定員数名から十数名の2段寝台室の機関部員居室と機関部員食堂が設けられた。第1船艙の後ろには水密隔壁を隔て両舷にヒーリングタンクを抱えた第2船艙があり、さらにボイラー室、機械室、車軸室、操舵機室と続き、全通の2重底であった。なお車軸室第二甲板には3等船室レベルの雑居室が設けられ“馬匹付添人”等の“その他の者”の乗船室とされていた。

### 車両積載設備
車両甲板は第一青函丸、第二青函丸と同様、可動橋の架かる船尾端は3線で、すぐに中線が分岐して車両甲板の大部分で4線となるよう軌道が敷設され、車両甲板船首には船員居住区があり、4線ともその直前で横並びの終点で、各線には自動連結器付き車止めが設置されていた。各線の軌道有効長とワム型貨車積載両数は、左舷の船1番線から右舷の船4番線にかけて、それぞれ94m　12両、94m　12両、64m　8両、94m　12両で、計44両の積載が可能であった。
当時就航中の翔鳳丸型は船内軌道3線であったが、中線の船2番線は船体中央部の機関室囲壁で行き止まりのため、機関室囲壁より船首側では、船1番線と船3番線は近接し、船体中心線からの距離は比較的短かった。また第一青函丸、第二青函丸は4線であったが、上部構造物が小さく重心が低かった。このため、これら6隻では、車両積卸し時、船体横傾斜ゼロから、積卸し側の舷側ヒーリングタンクと船外との注排水だけで船体横傾斜を制御できていた。しかし、本船では船橋楼甲板全通による上部構造物増加で、重心が上昇したため、車両積卸しによる船体横傾斜は増加し、このような従来からのポンプ操作では、当時の可動橋の船体傾斜追従性能を越えてしまうことになる。このため、両側のヒーリングタンクにそれぞれ半分量の海水を入れておき、船1番線、船4番線積込み前に予め反対側へ2度船体を傾け、積込み時には両側のタンク間で海水移動を行って横傾斜を2度以内に収める操作が必要になり、後部船橋からのヒーリング操作の重要性は増していた。
なお、第二青函丸同様、ボイラーからの煙路を車両甲板両舷側に振り分けたため、ヒーリングタンクをボイラー室舷側へは設置できず、前隣の第2船艙舷側への設置となったが、煙路を支障しない程度にヒーリングタンク後部をボイラー室舷側へはみ出させ、ヒーリングポンプをボイラー室前部のポンプ室に配置することで、両舷タンク間の移水パイプを前後に引きまわすことなく設置できた。
このヒーリング装置は翔鳳丸型、第一青函丸、第二青函丸と同じシステムを踏襲し、ヒーリングポンプには第一青函丸、第二青函丸と同容量（2,000m3/h×7.0m（水頭））で吐出方向一定の汽動式遠心ポンプを用い、ポンプの前後に配置された2個の4方コックの栓を所定位置まで回す電動機は従来の直流電動機から、船内電力交流化に伴い交流電動機に代わり、これを船橋楼甲板船尾端の後部船橋から遠隔操作して、従来通り全てのヒーリング操作が行えた。

### 係船機械
船橋楼甲板船首には汽動式揚錨機が設置され、その前方、船体中心線上には揚錨機からのシャフトを介して駆動される回転軸が垂直のキャプスタンも設置され、船橋楼甲板船尾には汽動式キャプスタンが左右に1台ずつ設置されていた。これらの配置は翔鳳丸型とほぼ同様であったが、翔鳳丸型を含め通常、揚錨機の力量は錨の大きさで決められた。しかし揚錨機は両舷の錨の投揚錨を行うほか、揚錨機本体の両側面にはワーピングドラムという水平軸で回転する糸巻き形のドラムが突出しており、これに岸壁とつないだ係船索を巻き付け、スリップさせて張力を調節しつつ係船索を巻き込んで着岸していた。青函連絡船では定時運航確保のため、この着岸係船作業を、1日4回、たとえ悪条件下でも迅速に行うことが求められ、この係船索を巻き込むワ―ピングドラムの力量が問われた。しかし錨の大きさで決められた力量では不十分で、第三青函丸からは係船索が10トン近い力で引張られても負けない程度の大型の揚錨機が採用され、以後の標準となった。

### 機関部
運航船舶数が増加し便数も増加すると、第一青函丸、第二青函丸 のような青森 - 函館間を6時間で運航する船と、翔鳳丸型のように4時間30分で運航する船の混在により、航海中の追越しや、岸壁使用上の制約が発生し、ダイヤ作成が煩雑になってきた。このため第三青函丸以降の新造船には、翔鳳丸型並みの4時間30分運航が可能な性能を持たせ、併せて1日2往復による運航回数増加を図った。
このため、大型ボイラーが搭載できるよう、深さ（車両甲板から船底までの距離）を第一青函丸、第二青函丸より約50cm増しの6.6mとしたうえで、舶用スコッチボイラーを各舷前後方向に3缶ずつ計6缶搭載し、各舷とも煙路を前1缶と後ろ2缶に分けたため、煙突は各舷2本ずつの計4本となり、第二青函丸同様、何れの煙突も船橋楼甲板室舷側の遊歩廊屋根（遊歩甲板）から立ちあがった。ちょうどこの頃、浦賀船渠でも自社開発の蒸気タービン製造を開始し、その初号機が第三青函丸に搭載された。定格出力2,000馬力の高低圧タービンの2筒式、2段減速歯車付衝動タービンで、これを2台搭載して、4時間30分運航可能な航海速力15.5ノットを確保した。
垂線間長は110.00mと、第二青函丸の109.73mからほとんど伸びていなかったにもかかわらず、船内の軌道を各線とも約1mずつ伸ばし、車両積載数を1両増加させたため、車両甲板船首部分の幅が広くなり、一方、航海速力を15.5ノットに上げるため、船首部分の喫水線以下を鋭くしたため、船首付近側面の喫水線から車両甲板の高さに至る船体外板の傾斜が大きい、フレアーの大きな船型となってしまい、荒天で縦揺れしたとき船首を波にたたかれる問題が生じた。

### 青函連絡船初の船内交流電化
鉄道省は、1936年（昭和11年）建造の関釜連絡船 金剛丸（7,081.74総トン）の船内電力に従来からの直流100Vを採用せず、出力500kWの蒸気タービン駆動交流発電機3台を電源とする三相交流60Hz 225Vを採用したが、これにより金剛丸は日本初の交流電化船となった。青函連絡船でも、第三青函丸から船内電力に同じ三相交流60Hz 225Vが採用され、出力50kVAの蒸気タービン駆動発電機2台が搭載されたが、航海中は1台使用し、出入港時は2台使用となった。しかし2台並列運転はできなかったため、負荷をそれぞれ、照明と動力に分けて運転した。しかし金剛丸に比べ発電容量は少なく、揚錨機や操舵機、ヒーリングポンプ等の高負荷の重要機器は依然汽動式のままであった。

## 戦前の標準型車両渡船　第四青函丸
第三青函丸の縦揺れ時に船首が波にたたかれる問題を解決するため、第四青函丸ではフレアーを少なくして凌波性を改善するため、垂線間長を一気に3.2m伸ばし、113.20mとした。これにともない、船2番線の軌道有効長が96mに、船3番線では65mと約2mずつ延びたが、ワム換算の車両積載数に変化はなかった。この内側2線の延長により、船首での船内軌道終点位置が外側2線と内側2線でずれることになった。また当時戦争のため船内軌道の枕木にする良質な堅木の入手が困難となり、やむを得ず、車両甲板上に溝形鋼を上下逆に置いて溶接し、その上にレールをボルトで固定する方法がとられた。
なお、第三青函丸と第四青函丸は、船体長のほか、第三青函丸では操舵室のはるか前方にあった前部マストが、第四青函丸では操舵室直前の船体中心線上、甲板室遊歩甲板前面遊歩廊中央部から船橋楼甲板へ前方に向かって降りる階段の左舷わきへ移動した以外、大きな差異はなかった。
第四青函丸は、青函航路での15年以上にわたる車両航送の経験に基づいて、太平洋戦争開戦前に設計され、ボイラー、タービン等重要機器には国産品を採用するなど、当時の日本の技術水準と青函航路の実情に最適化した標準型車両渡船であった。鉄道省は当時増加著しい青函航路の輸送需要に、この第四青函丸の同型船を追加建造する積もりでいたが、情勢はそれを許さなかった。
1945年（昭和20年）2月には、青函連絡船用の武装として、短12cm砲1門と25mm機銃2基、爆雷16個と明示されたが、同年7月の空襲時、この第四青函丸のみ未だ武装されておらず、それ以外の連絡船には何らかの武装がなされていた。

## W型戦時標準船の原型
太平洋戦争開戦前後の著しい船腹不足で繁忙化した民間造船所における、商船建造と海軍艦艇建造との調整を図るため、海軍艦政本部は1942年（昭和17年）2月から、海軍管理工場における造船および船舶修繕に関する監督権を掌握し、同年4月からは、商船の大量建造のため、海軍艦政本部が選定した10種類の戦時標準船以外の建造着手は許可されなくなった。また当時建造中であった第四青函丸も海軍艦政本部の管理監督下に置かれた。

### 海軍艦政本部の無理解
従来より北海道炭の青函航路経由本州向け輸送はほとんどなく、その状態で青函航路は既に1941年（昭和16年）夏には石炭以外の海運貨物の陸運転移で飽和状態であった。太平洋戦争開戦後はこの石炭輸送を全面的に陸運転移せざるを得ないと判断した鉄道省は、1942年（昭和17年）春、これに対応するため、早急に第四青函丸とその同型船計4隻の建造を、海軍艦政本部に要請した。しかし海軍艦政本部は、10種類の戦時標準船に該当せず、速力15.5ノットも出せるのに特定の航路にしか使えず、船の大きさの割に積載能力の小さい車両渡船の建造など論外、小型機帆船を多数建造し、荷役港湾も分散して戦災リスクを分散すべし、と主張しこれを却下、以後しばらく車両渡船建造計画は進展を見なかった。

### D型戦時標準船導入との比較
小型機帆船案はともかく、貨物積載量が車両渡船に近い1,900総トンで速力10ノットの一般型貨物船のD型戦時標準船と、2,800総トンで速力15.5ノットの車両渡船を比較すると、D型戦時標準船は総トン数は少ないが、積載貨物量は車両渡船の約1.3倍と多く、構造も単純なため、建造費は35％、使用鋼材量は半分で、一見D型戦時標準船優位に見えた。
鉄道省はこの一般型貨物船のD型戦時標準船等を青函航路に就航させた場合の車両渡船との比較の試算を行い、海軍艦政本部の説得工作を図った。
車両渡船は片道4時間30分、荷役のための停泊時間が1時間30分で1日2往復の運航を当時実際に行っていた。一方D型戦時標準船は片道6時間30分、荷役のための停泊に17時間30分も要し、2日で1往復しか運航できないとして計算された。車両渡船1隻がD型戦時標準船4隻に相当するが、D型戦時標準船の積載量が1.3倍であることを考慮すれば3.1隻程度となった。
車両渡船の1回の停泊時間は1時間30分で、1岸壁では1日10回の荷役が可能となり、これは車両渡船5隻10往復分である。D型戦時標準船が1.3倍積載できることを考慮すれば、車両渡船10往復分はD型戦時標準船7.7往復分に相当する。2日で1往復のD型戦時標準船を7.7往復させるには15.4隻必要で、同時に両港には6面ずつ岸壁を確保する必要があった。
以上より、建造費35％、使用鋼材量半分の一般型貨物船のD型戦時標準船で車両渡船の代替をするには、3倍以上の隻数と6倍の岸壁を要し、それらの岸壁には長時間荷役中の貨物列車を留置する引込線も必要とした。そのうえ車両渡船ではほとんど不要であった荷役に伴う経費も発生し、輸送速度も約1日遅れるため、車両渡船建造の方が明らかに得策であった。
なお実際の試算では、D型戦時標準船への積荷が雑貨なのか石炭なのかで、積載重量や荷役時間にかなりの差は出ていたが、車両渡船優位の結論に揺るぎはなかった。

### 鉄道省の巻き返し
この反証や、その後の戦局の悪化もあり、1942年（昭和17年）10月の閣議決定を経て、第四青函丸の建造続行と第四青函丸を徹底的に簡易化した戦時型車両渡船3隻の建造が12月にようやく正式承認された。これがW型戦時標準船（第五青函丸型）で、「W」はWAGON、貨車の意味であった。

## 運航
- 第三青函丸就航前の1938年（昭和13年）8月9日からは、翔鳳丸型客貨便3往復、同貨物便3往復、臨時貨物便2往復、不定期貨物便2往復の計10往復運航で[55]、第一第二青函丸の2船3往復以外は、翔鳳丸型4船が7往復していた。
- 1939年（昭和14年）11月25日の第三青函丸就航で、貨物便2往復を増便し、計12往復運航となった[55]。
- 1940年（昭和15年）10月10日から、翔鳳丸型客貨便4往復、4時間30分～5時間30分運航の貨物便5往復、第一第二青函丸2船3往復の計12往復が基本となった[55]。翔鳳丸型4隻と第三青函丸の1日2往復運航可能船5船が9往復していた。
- 1943年（昭和18年）3月6日の第四青函丸就航で、貨物便2往復を増便し、計14往復運航となった[56]。翔鳳丸型4隻と第三第四青函丸2隻の1日2往復運航可能船6船が11往復していた。
  - 3月18日からは北海道炭の本州送りは陸送主体となり、石炭列車運転開始[57]

このように、1938年（昭和13年）以降、1日2往復運航可能船の隻数は増えたが、急激な貨物輸送量増加で、運航に余裕がなくなっていった。

## 第三青函丸

### 沿革
- 1938年（昭和13年）10月12日 - 起工
- 1939年（昭和14年）10月10日 - 竣工
- 1939年（昭和14年）11月25日 - 就航
- 1945年（昭和20年）7月14日 - 青森第3岸壁定刻2時30分発のところ、遅れ293便として2時55分函館へ向け出航、5時10分頃大湊地方空襲警報あり総員配置警戒態勢をとりつつ針路は維持、その後津軽海峡、北海道西南部空襲警報あり、5時33分頃福島錨地へ退避のため北西やや西へ転針。6時頃、下北半島方面より4機のアメリカ軍機襲来し主として船橋を機銃掃射したが、応戦した警戒隊員により1機を撃退した。この戦闘で無線は使えなくなったが、死傷者はなかった。6時10分頃6機編隊が来襲し甲板室とボイラー室を攻撃し左舷煙突付近で蒸気管破裂し電灯も消え、船体は左舷前方に傾斜し、操舵不能となり速力低下、負傷者続出。引き続き約50機が反復攻撃を加え、警戒隊員は全弾撃ちつくし応戦不能となり、船長は退船命令を発した。その後投下された魚雷らしきものが右舷中央部に命中し6時30分頃[58][59][60][61][62]、矢越岬南南東3.8海里で沈没。沈没後もなお漂流者に銃撃が加えられた。乗組員77名中64名が戦死し、生存者は付近を航行中の三井近海機帆船会社所属の機帆船第一朝日丸に救助された[63][64][65]。

## 第四青函丸

### 沿革
- 1941年（昭和16年）8月16日 - 起工
- 1943年（昭和18年）2月25日 - 竣工
- 1943年（昭和18年）3月6日 - 就航
- 1945年（昭和20年）7月14日 - 函館第3岸壁[66]定刻4時00分発のところ、遅れ194便として5時08分青森へ向け出航するも、離岸のための右舷揚錨作業中警戒警報のサイレン吹鳴あった。しかし揚錨作業の騒音でサイレン音聞こえず、桟橋からの連絡もないまま離岸し、5時23分防波堤南口通過したが、万一に備え防空準備を開始。5時31分穴澗岬通過後針路を10度西に変針、5時40分無線で空襲警報発令を受け、防空準備完了直後の5時41分アメリカ軍機2機の爆撃を船尾右舷に受けた。この爆弾は船尾車両甲板を貫通し車軸室上の第二甲板馬匹付添人用雑居室で炸裂し火災発生、操舵不能となった。5時50分頃にはさらに第2弾、第3弾を受け、船橋、無線室、士官食堂は四散した。6時頃には左舷側船橋後部に被弾し、これが車両甲板で炸裂し、車両甲板を損傷し積載貨車の破片や貨車積載石炭がその下のボイラーを損傷し、蒸気噴出で焚火不能となった。6時05分には船首揚錨機付近にも被弾し、船首船員居住区も破壊された。さらに6時20分頃急降下してきた1機の投下した爆弾が船橋前部の船橋楼甲板、車両甲板を貫通し船艙内で炸裂したため、水線下に大破孔を生じ急速に浸水し、6時25分葛登支岬東南東3.9海里で船尾を直立させ沈没した。葛登支見張所からの要請で出動した陸軍舟艇が漂流者を救助、乗組員78名中54名が戦死した[67][68][69][70]。
- 2020年（令和2年）7月13日 - NHKと海洋調査会社・ウインディーネットワーク（静岡県下田市）の共同調査によって発見[71][72][73]。

## 第三青函丸　第四青函丸　一覧表
|                   | 第三青函丸                               | 第三青函丸                               | 第三青函丸                               | 第四青函丸                               | 第四青函丸                               | 第四青函丸                               |
|                   | 画像提供依頼                             | 画像提供依頼                             | 画像提供依頼                             | 画像提供依頼                             | 画像提供依頼                             | 画像提供依頼                             |
| 概歴              | 概歴                                     | 概歴                                     | 概歴                                     | 概歴                                     | 概歴                                     | 概歴                                     |
| ----------------- | ---------------------------------------- | ---------------------------------------- | ---------------------------------------- | ---------------------------------------- | ---------------------------------------- | ---------------------------------------- |
| 建造所            | 浦賀船渠                                 | 浦賀船渠                                 | 浦賀船渠                                 | 浦賀船渠                                 | 浦賀船渠                                 | 浦賀船渠                                 |
| 起工              | 1938年（昭和13年）10月12日               | 1938年（昭和13年）10月12日               | 1938年（昭和13年）10月12日               | 1941年（昭和16年）8月6日                 | 1941年（昭和16年）8月6日                 | 1941年（昭和16年）8月6日                 |
| 進水              | 1939年（昭和14年）3月19日                | 1939年（昭和14年）3月19日                | 1939年（昭和14年）3月19日                | 1942年（昭和17年）9月21日                | 1942年（昭和17年）9月21日                | 1942年（昭和17年）9月21日                |
| 竣工              | 1939年（昭和14年）10月10日               | 1939年（昭和14年）10月10日               | 1939年（昭和14年）10月10日               | 1943年（昭和18年）2月25日                | 1943年（昭和18年）2月25日                | 1943年（昭和18年）2月25日                |
| 就航              | 1939年（昭和14年）11月25日               | 1939年（昭和14年）11月25日               | 1939年（昭和14年）11月25日               | 1943年（昭和18年）3月6日                 | 1943年（昭和18年）3月6日                 | 1943年（昭和18年）3月6日                 |
| 終航              | 1945年（昭和20年）7月14日                | 1945年（昭和20年）7月14日                | 1945年（昭和20年）7月14日                | 1945年（昭和20年）7月14日                | 1945年（昭和20年）7月14日                | 1945年（昭和20年）7月14日                |
| 要目（新造時）    |                                          |                                          |                                          |                                          |                                          |                                          |
| 船種              | 車両渡船                                 | 車両渡船                                 | 車両渡船                                 | 車両渡船                                 | 車両渡船                                 | 車両渡船                                 |
| 総トン数          | 2,787.41トン                             | 2,787.41トン                             | 2,787.41トン                             | 2,903.37トン                             | 2,903.37トン                             | 2,903.37トン                             |
| 全長              | 114.91m                                  | 114.91m                                  | 114.91m                                  | 118.60m                                  | 118.60m                                  | 118.60m                                  |
| 垂線間長          | 110.00m                                  | 110.00m                                  | 110.00m                                  | 113.20m                                  | 113.20m                                  | 113.20m                                  |
| 幅（型）          | 15.85m                                   | 15.85m                                   | 15.85m                                   | 15.85m                                   | 15.85m                                   | 15.85m                                   |
| 深さ（型）        | 6.60m                                    | 6.60m                                    | 6.60m                                    | 6.60m                                    | 6.60m                                    | 6.60m                                    |
| 満載喫水          | 4.60m                                    | 4.60m                                    | 4.60m                                    | 4.64m                                    | 4.64m                                    | 4.64m                                    |
| ボイラー （台数） | 舶用スコッチボイラー（6）                | 舶用スコッチボイラー（6）                | 舶用スコッチボイラー（6）                | 舶用スコッチボイラー（6）                | 舶用スコッチボイラー（6）                | 舶用スコッチボイラー（6）                |
| 主機械 （台数）   | 浦賀船渠製2段減速歯車付衝動タービン（2） | 浦賀船渠製2段減速歯車付衝動タービン（2） | 浦賀船渠製2段減速歯車付衝動タービン（2） | 浦賀船渠製2段減速歯車付衝動タービン（2） | 浦賀船渠製2段減速歯車付衝動タービン（2） | 浦賀船渠製2段減速歯車付衝動タービン（2） |
| 公試最大出力      | 5,359軸馬力                              | 5,359軸馬力                              | 5,359軸馬力                              | 5,314軸馬力                              | 5,314軸馬力                              | 5,314軸馬力                              |
| 定格出力          | 2,000軸馬力×2                            | 2,000軸馬力×2                            | 2,000軸馬力×2                            | 2,250軸馬力×2                            | 2,250軸馬力×2                            | 2,250軸馬力×2                            |
| 公試最大速力      | 17.70ノット                              | 17.70ノット                              | 17.70ノット                              | 17.16ノット                              | 17.16ノット                              | 17.16ノット                              |
| 航海速力          | 15.5ノット                               | 15.5ノット                               | 15.5ノット                               | 15.5ノット                               | 15.5ノット                               | 15.5ノット                               |
| 乗組員            | 65名                                     | 65名                                     | 65名                                     | 76名                                     | 76名                                     | 76名                                     |
| その他            | 50名                                     | 50名                                     | 50名                                     | 120名                                    | 120名                                    | 120名                                    |
| 車両積載数        | ワム換算44両                             | ワム換算44両                             | ワム換算44両                             | ワム換算44両                             | ワム換算44両                             | ワム換算44両                             |
| 船名符字          | JGWN                                     | JGWN                                     | JGWN                                     | JYIR                                     | JYIR                                     | JYIR                                     |
|                   | 第三青函丸                               | 第三青函丸                               | 第三青函丸                               | 第四青函丸                               | 第四青函丸                               | 第四青函丸                               |